# Herb Ropczyc
Herb Ropczyc – jeden z symboli miasta Ropczyce i gminy Ropczyce w postaci herbu.

## Wygląd i symbolika
Herb przedstawia w polu błękitnym ptaka – symbolizującego sokoła, barwy naturalnej (cielistej), o rozpostartych skrzydłach, ze złotą literą R w dziobie, stojącego na białej podkowie ze złotym krzyżem maltańskim w środku.